# تشارلي باغيت
تشارلي باغيت (بالإنجليزية: Charlie Baggett)‏ هو لاعب كرة قدم أمريكية أمريكي، ولد في 21 يناير 1953 في فاييتفيل في الولايات المتحدة.